# Зыков Конец
Зыков Конец — деревня в Тотемском районе Вологодской области.
Входит в состав Мосеевского сельского поселения, с точки зрения административно-территориального деления — в Мосеевский сельсовет.
Расстояние по автодороге до районного центра Тотьмы — 25 км, до центра муниципального образования деревни Мосеево — 2 км. Ближайшие населённые пункты — Горка, Кондратьевская, Мосеево, Холкин Конец, Часовное.
По переписи 2002 года население — 5 человек.